# Echinopepon torquatus
Echinopepon torquatus är en gurkväxtart som först beskrevs av Nicolas Charles Seringe, och fick sitt nu gällande namn av Joseph Nelson Rose. Echinopepon torquatus ingår i släktet Echinopepon och familjen gurkväxter. Inga underarter finns listade i Catalogue of Life.